# François Mansart
François Mansart (París, 23 de enero de 1598-París, 23 de septiembre de 1666) fue un arquitecto francés introductor del clasicismo en la arquitectura barroca francesa. La Encyclopædia Britannica le cita como el arquitecto francés del siglo XVII de mayor logro, cuyas obras son reconocidas por su alto grado de refinamiento, sutileza y elegancia.
Las principales características de sus obras fueron la nobleza y la majestad. Todos sus estudios tendieron a perfeccionar los modelos de la antigüedad. Su perfil era preciso y correcto, y nadie había concebido la distribución general de una planta mejor que él. Pero se le reprochó que al exagerar esa nobleza y dignidad para dar más de grandeza a sus edificios, había caído en la gravedad. Pero no se le puede negar un espíritu sólido, una imaginación fértil, el sentimiento de belleza y, sobre todo, un horror al mal gusto, bastante raro en su época. Tan modesto como inteligente, nunca estuvo satisfecho con sus dibujos, incluso cuando habían merecido los votos de los entendidos.
La mayoría de los numerosos y estimados edificios erigidos por él han desaparecido —demolidos o reconstruidos por entero— y solo se conocen por grabados o por la lista que dejó Charles Perrault. Hoy apenas queda nada para apreciar su talento, aparte de Val-de-Grâce, salvo el château de Maisons-Laffitte (1630-1651), de su época de mayor madurez y considerado su obra maestra. Grabado en siete láminas por Mariette, Maisons-Laffitte ilustra la transición en curso desde los châteaux posmedievales del siglo XVI a las casas de campo-villas del XVIII, mostrando la continuidad entre el estilo renacentista francés y el nuevo estilo, conservando la idiosincrasia del estilo gótico heredado de la tradición francesa. La edificación es estrictamente simétrica, con un orden arquitectónico aplicado a cada planta, principalmente en forma de pilastras. El frontispicio, coronado con un techo sobreelevado, está impregnado de notable plasticidad y el conjunto se lee como un todo tridimensional. Los edificios de Mansart están desprovistos de efectos decorativos exagerados, tan típicos de la Roma contemporánea. La influencia barroca italiana es silenciada y relegada al campo de la ornamentación decorativa.
En París, solo queda suya la fachada restaurada del hotel Carnavalet, y el templo del Marais, rue Saint-Antoine. El único edificio intacto que queda hoy es el Hôtel de Guénégaud, construido entre 1651 y 1655 para Henri de Guénégaud, conde de Montbrison, marqués de Plancy, secretario del rey, maestro de Cuentas y consejero de Estado.
Mansart ejerció gran influencia en la obra del arquitecto barroco austríaco Johann Bernhard Fischer von Erlach y en el arquitecto inglés Christopher Wren, que conoció 1666 en París.
No fue el primero en usar el techo inclinado en mansarda, pero lo usó con tanta destreza que tomó su nombre.

## Biografía

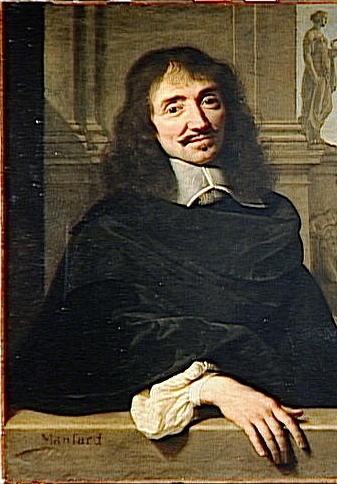
François Mansart, Detalle de un doble retrato de Mansart y Claude Perrault, por Philippe de Champaigne

Nacido en el faubourg Saint-Victor, era hijo de Absalon Mansart, maestro carpintero al servicio del rey, y de Michelle Le Roy, de una familia de arquitectos e ingenieros, entre otros Philibert Le Roy,, el arquitecto de Versalles de Luis XIII. Fue el sexto de siete hijos. Su padre murió en 1610 cuando él tenía solo 12 años.

### Formación
Su familia lo ayudó a capacitarse como cantero y escultor. De 1612 a 1617, estudió con Germain Gauthier, escultor y arquitecto de la ciudad de Rennes. Fue en esa ocasión cuando conoció a Salomon de Brosse —el arquitecto más popular del reinado Enrique IV— y Charles du Ry.  De 1618 a 1621, representando a su tío Marcel Le Roy que le dejó una total autonomía, trabajó en la reconstrucción del puente Nuevo de Toulouse (1541-1632) según proyecto de Jacques Lemercier, marcando esta construcción la finalización de su formación.·
Mansart no tuvo la oportunidad de realizar un viaje de estudios a Italia porque no podía interrumpir su actividad, aprendiendo arquitectura gracias a su gran biblioteca que le hizo conocer la arquitectura francesa del siglo XVI y la arquitectura italiana.

### Carrera
Su primer logro notable fue la fachada de la iglesia de Feuillants, de la que proporcionó el dibujo en 1623. Esa composición tuvo cierto éxito en su época y se inspiró mucho en la Saint-Gervais-Saint-Protais (1616) de Salomon de Brosse.· Ese mismo año participó en la renovación del castillo de Berny. Esa renovación agradó a Jean de Choisy, canciller del duque de Orleans, que decidió confiarle la construcción del château de Balleroy en 1626, acabado en 1631. Ese castillo ya reúne todas las peculiaridades del estilo de Mansart, los volúmenes tienen forma de pirámide, los techos están recortados y rematados por linternas y la escalera se suspende gracias a un importante dominio de la estereotomía. La composición retomaba el plano del château du Plessis-Belleville (1628) que él mismo había producido, y también utiliza el mismo sistema de escalera de sillería alojado en un pabellón central. Además, creó una terraza del lado del patio del jardín, lo que abría el castillo sobre el jardín; Esta fórmula se repetirá muy a menudo más tarde. Es el único ejemplo que sobrevive de sus primeros trabajos.
En 1634, Gastón de Orleans decidió llamarlo de nuevo para crear un nuevo castillo de Blois, del que solo una parte se completara (el actual ala norte o de Gastón de Orléans). Era un colosal proyecto que fue abandonado en 1638, tras el nacimiento del futuro rey Luis XIV, dado que Gastón de Orleans dejó de ser el heredero del trono. Aquí Mansart también usó techos recortados y creó una composición piramidal.

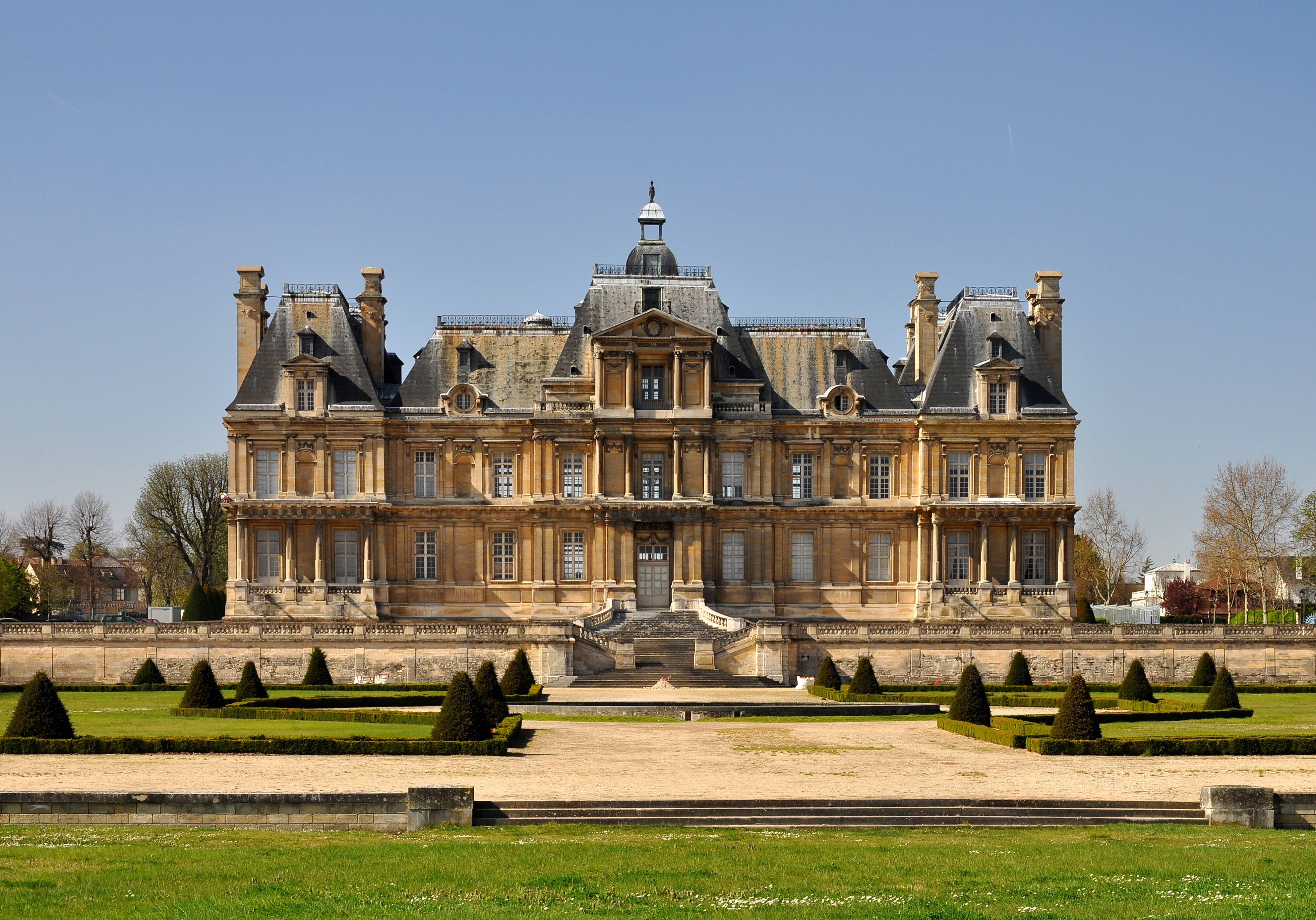
Le château de Maisons-Laffitte, considerada generalmente como su grand œuvre

En 1641, René de Longueil le encomendó la construcción de su château de Maisons, que incluía muchos elementos del castillo de Balleroy y que estableció definitivamente la reputación del arquitecto. Se convirtió en un verdadero modelo para la arquitectura posterior, como ya indicó Jacques-François Blondel en su Cours d'Architecture (1771). También fue célebre por los costos de construcción que causaba —solo los más ricos podían permitirse el lujo de trabajar con él—, ya que de hecho no dudaba en destruir lo que juzgaba mal construido para reconstruirlo: fue es así que después de haber construido un ala del castillo de Maisons, la destruyó y reconstruyó para obtener un resultado que le satisficiera. El arresto de René de Longueil suspendió el trabajo, que se reanudó en 1658.
A partir de 1645, Mansart trabajó en el convento y en la iglesia de Val-de-Grâce en París, un encargo muy codiciado de Ana de Austria. Se alegó el despilfarro en que incurrió para ser apartado y sustituido en las obras por Jacques Lemercier, que fundamentalmente se dedicó a seguir el proyecto elaborado por Mansart.
En 1650, Mansart fue elegido como objetivo por políticos enemigos del primer ministro, el cardenal Mazarino, para el que Mansart trabajaba frecuentemente. En 1651 publicaron La Mansarade, un panfleto acusando al arquitecto de salvajes extravagancias y maquinaciones.
Después de la llegada al trono de Luis XIV, Mansart perdió muchos encargos. Sus proyectos para remodelar el Louvre y del mausoleo real de Saint-Denis nunca fueron ejecutados. Algunos de sus planes fueron posteriormente retomados por su sobrino nieto, Jules Hardouin-Mansart, que no era tan ingenioso e individualista y buscaba más el agrado de su clientela.
Mansart ejerció gran influencia en la obra del arquitecto barroco austríaco Johann Bernhard Fischer von Erlach y en el arquitecto inglés Christopher Wren, que conoció 1666 en París.

### Años finales

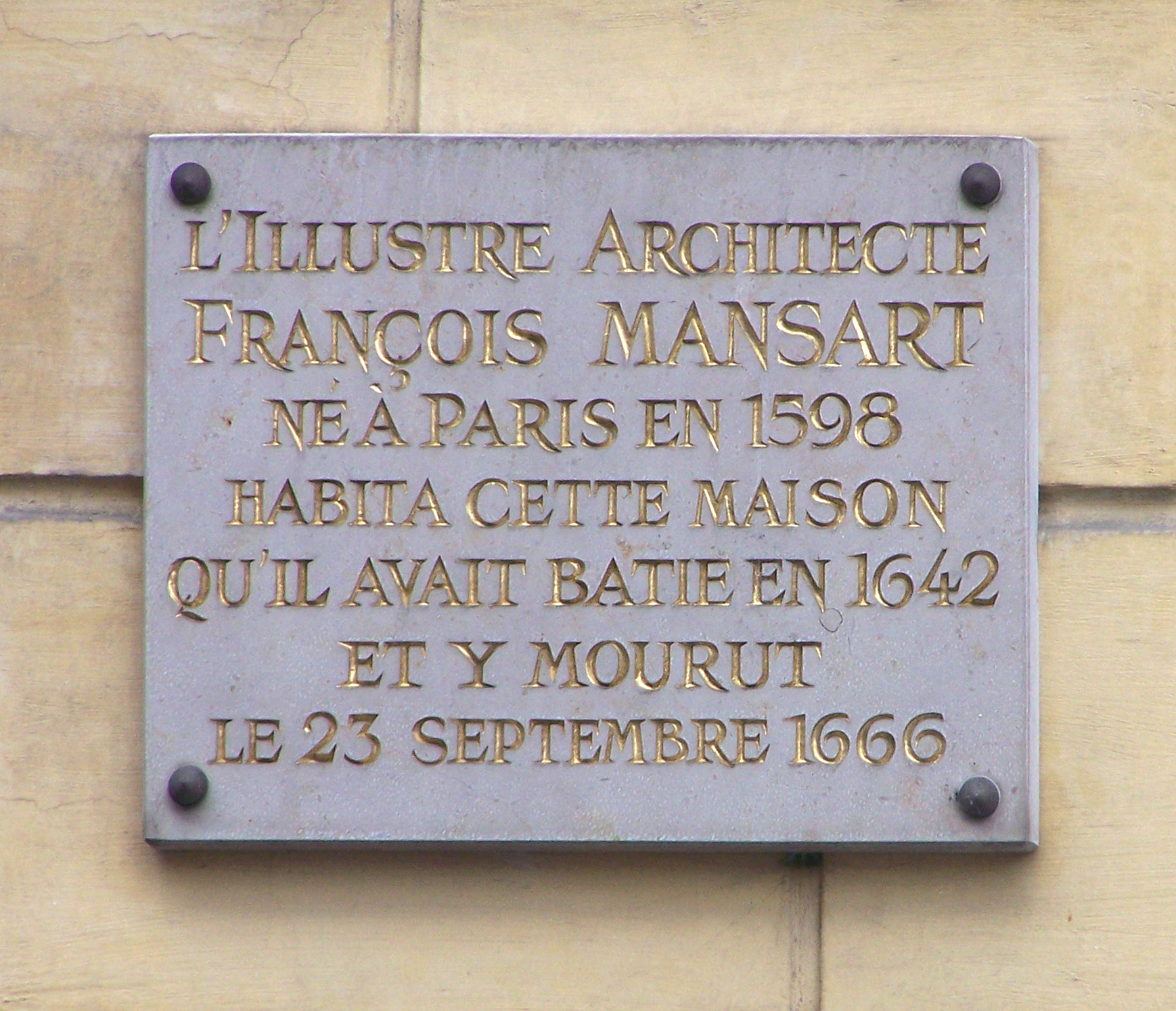
Placa conmemorativa en el número 5 de la rue Payenne.

Cuando murió de enfermedad, en el n.º 5 de la rue Payenne de París, donde siempre había vivido, François Mansart fue enterrado en Saint-Paul.
No estuvo casado y no tuvo hijos.

## Obras
François Mansart est crédité des réalisations suivantes:

### Châteaux y palacios
- 1623-1627: Château de Berny.

- 1627-1628: Château de Pamfou.

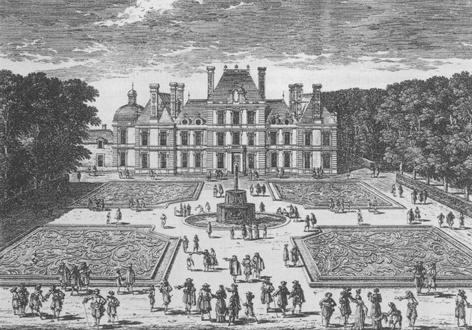
Château de Berny (1623-1627)

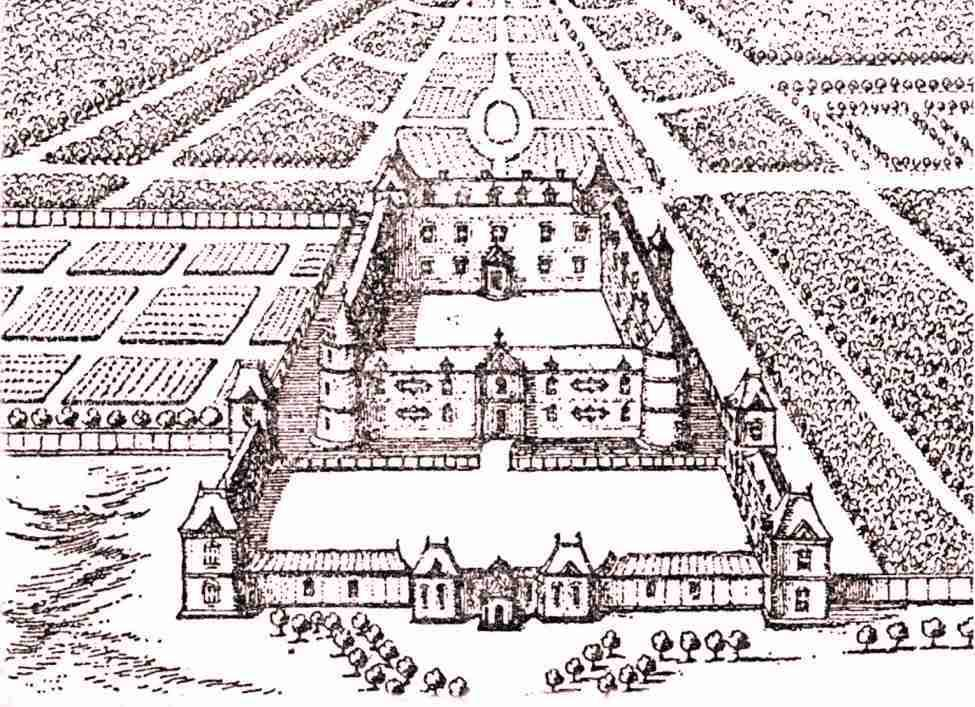
Château de Limours (antepatio y jardines, 1638-1651)

- 1628-1630 / 1655-1656: Château du Plessis-Belleville.
- 1631: Château de Balleroy.
- 1631-1632: Château de Montrouge.
- 1631-1649: Château de Coulommiers en Brie (finalización).
- 1633-1662: Château de Pontchartrain.
- 1635-1638: Ala de Gastón de Orleans del château de Blois, construida para Gastón de Orleans y que servirá de modelo para el Palacio del Luxemburgo.
- 1638-1651: Château de Limours (antepatio y jardines).
- 1639-1642: Château de Chambord (trabajos para Gastón de Orleans).
- 1642-1643: Château du Haut-Fontenay en Fontenay-le-Fleury.
- 1641-1650 / 1658-1660: Château de Maisons-Laffitte, reconocida como la obra maestra de Mansart y un modelo de arquitectura clasicista, copiada en toda Europa.
- 1644-1645: Galería Mazarino de la actual Bibliothèque nationale, site Richelieu.
- 1644-1666: Château de Fresnes.
- 1646-1648: Château de Petit-Bourg (jardines).
- 1656-1659:  Château de la Ferté en Reuilly, Indre
- ca. 1660: Château de Gesvres en Crouy-sur-Ourcq.[11]
- ca. 1660: Château de Soisy.
- ?-1665: Château de Guiry, en Guiry-en-Vexin.
- 1663-1669: Château de Villette en Condécourt, acabado por su sobrino  Jules Hardouin-Mansart.
- Primeros planos (retomados oar Hardouin-Mansart) del château de Pomponne.[12]
- Varios proyectos inacabados para el acondicionamiento del palais du Louvre, entre ellos una nueva fachada oriental (1664-1666).[13]

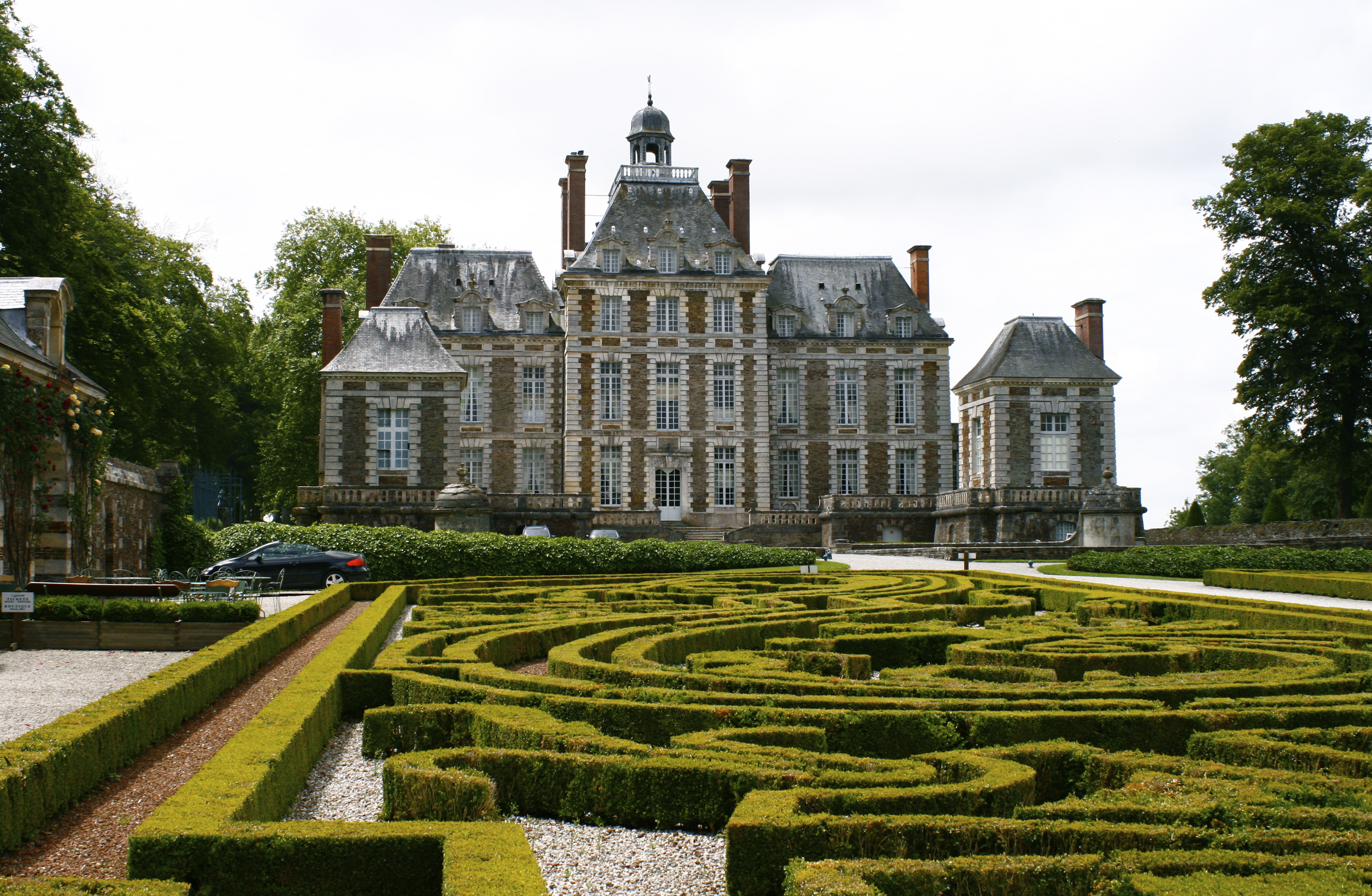
Château_de_Balleroy (1631)
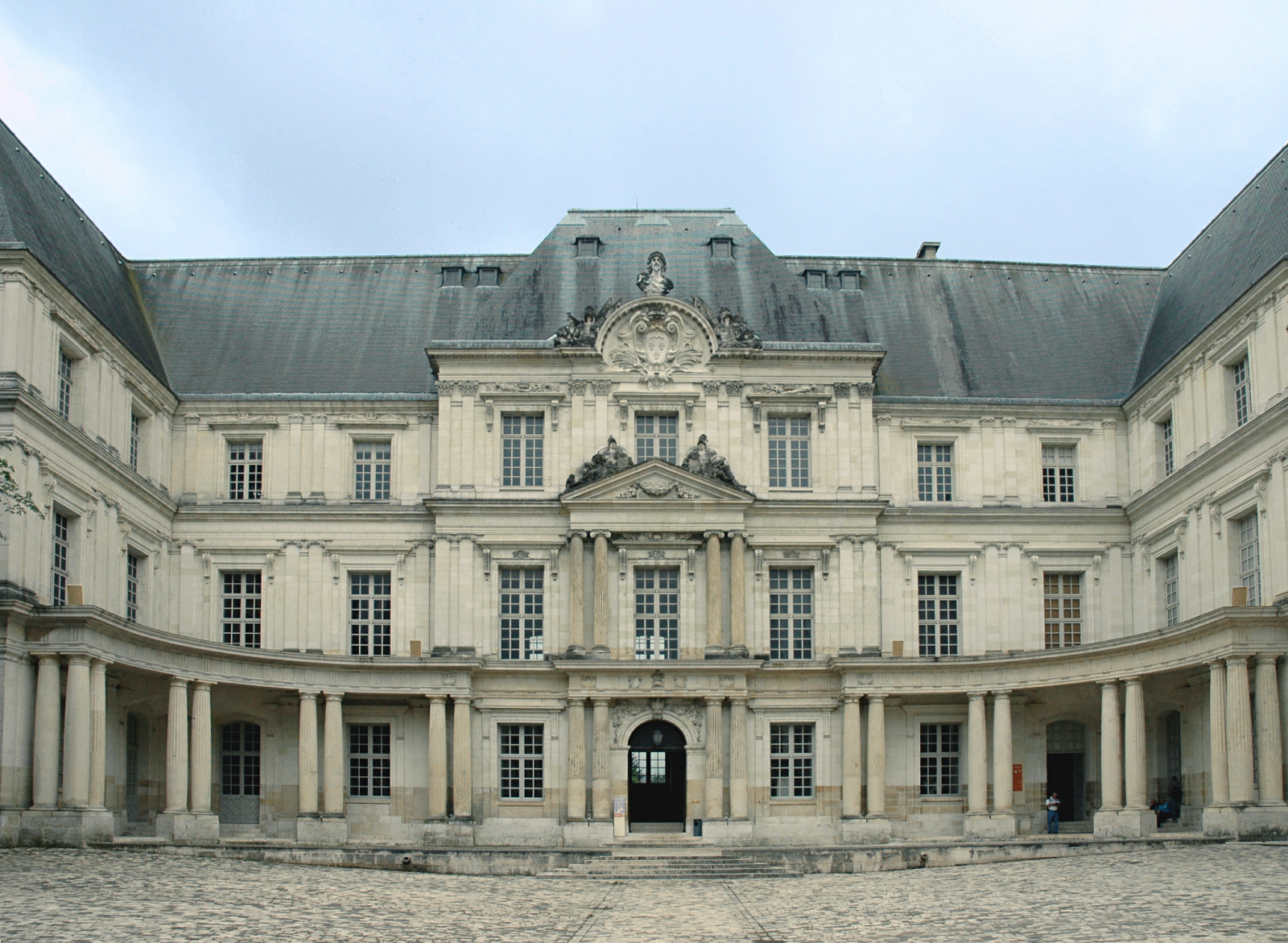
Ala Gaston de Orléans del château de Blois (1635-1638)
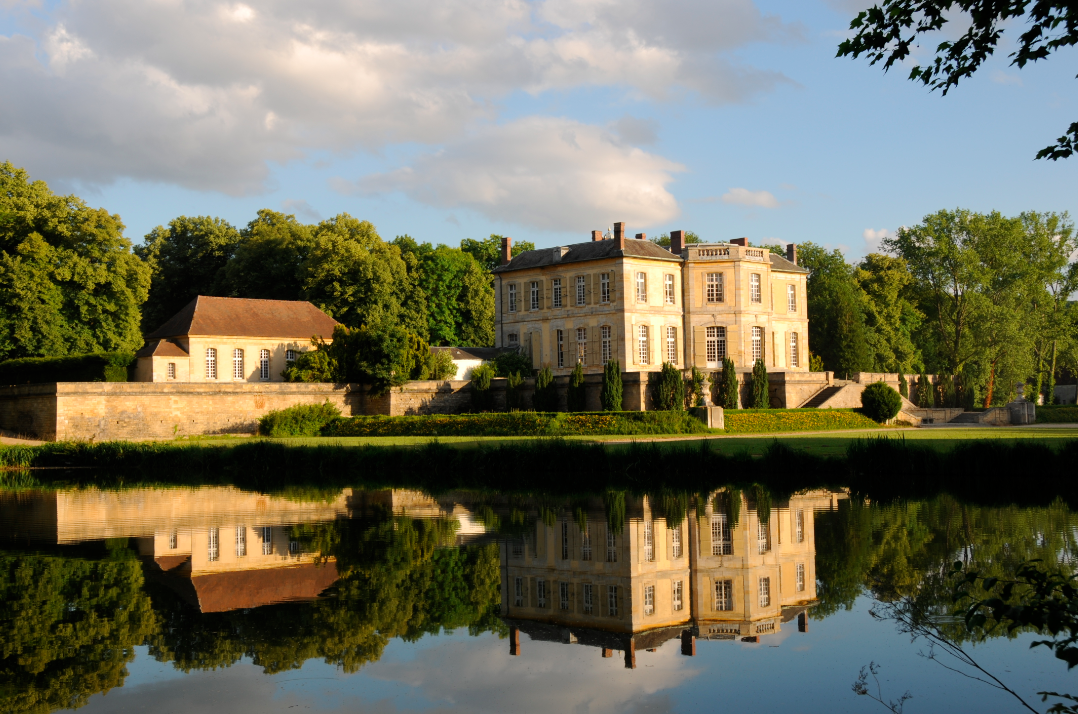
Château de Villette en Condécourt  (1663-1669)
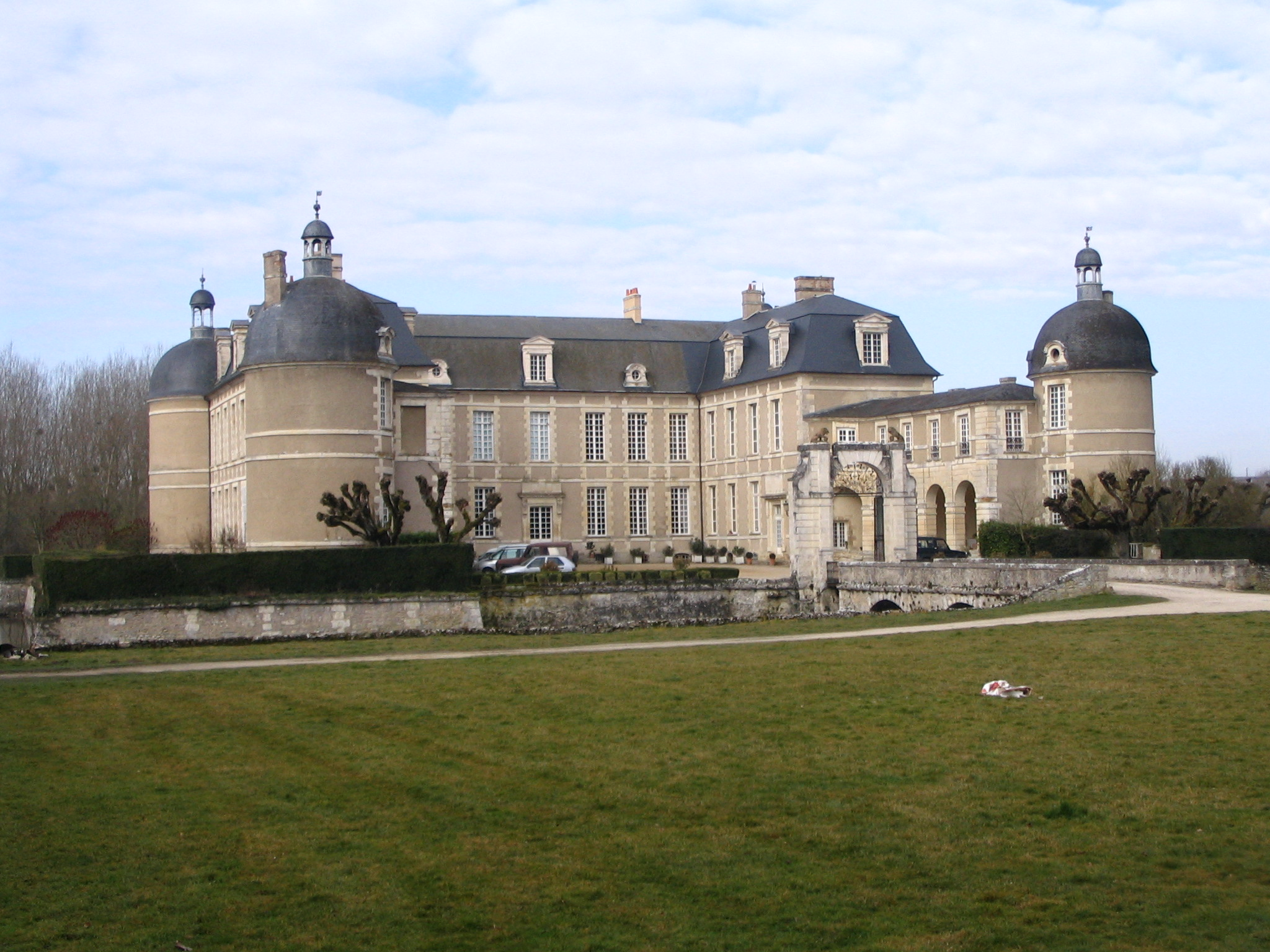
Château de la Ferté (1656-1659)
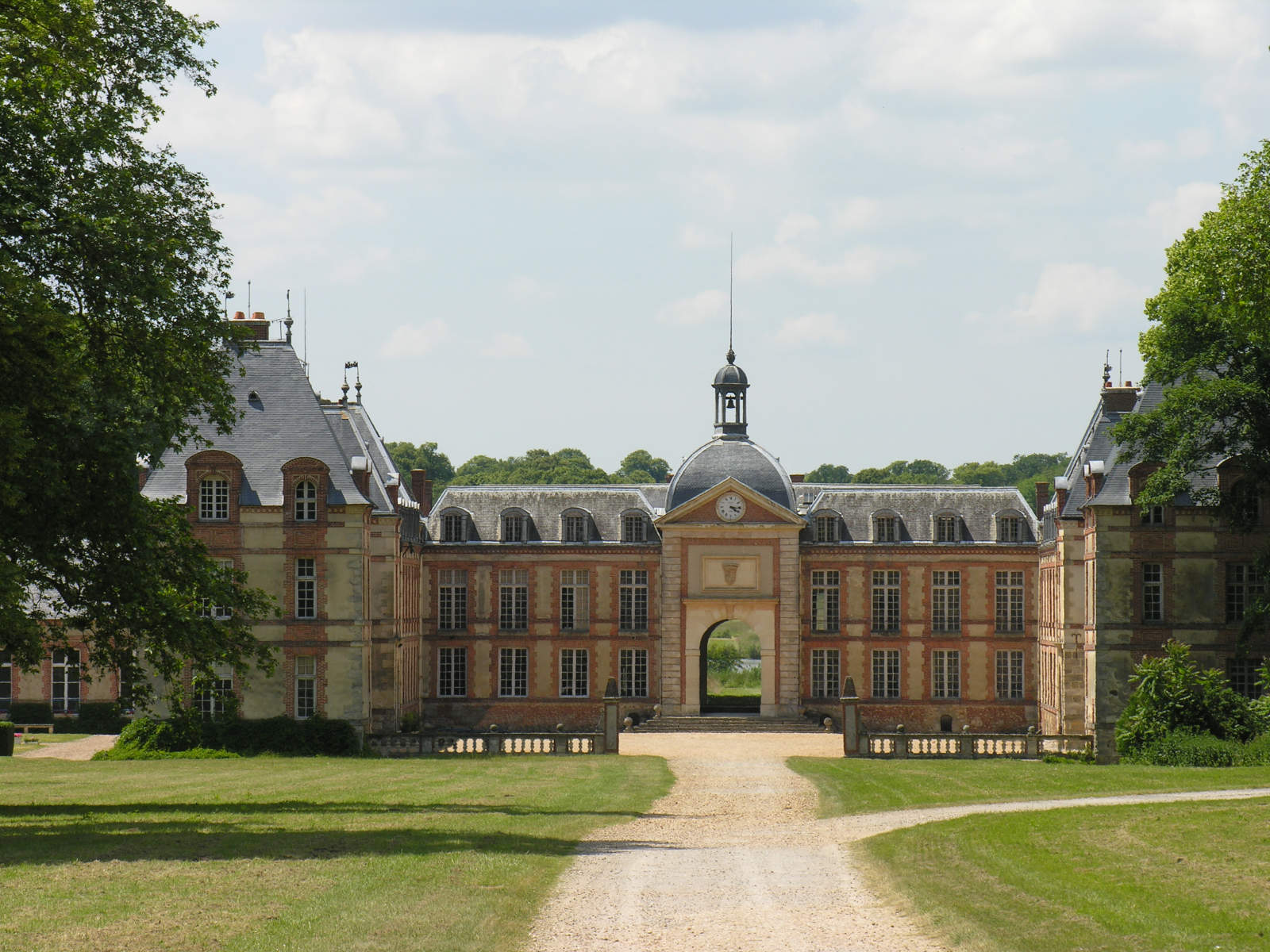
Château de Pontchartrain (1633-1662)
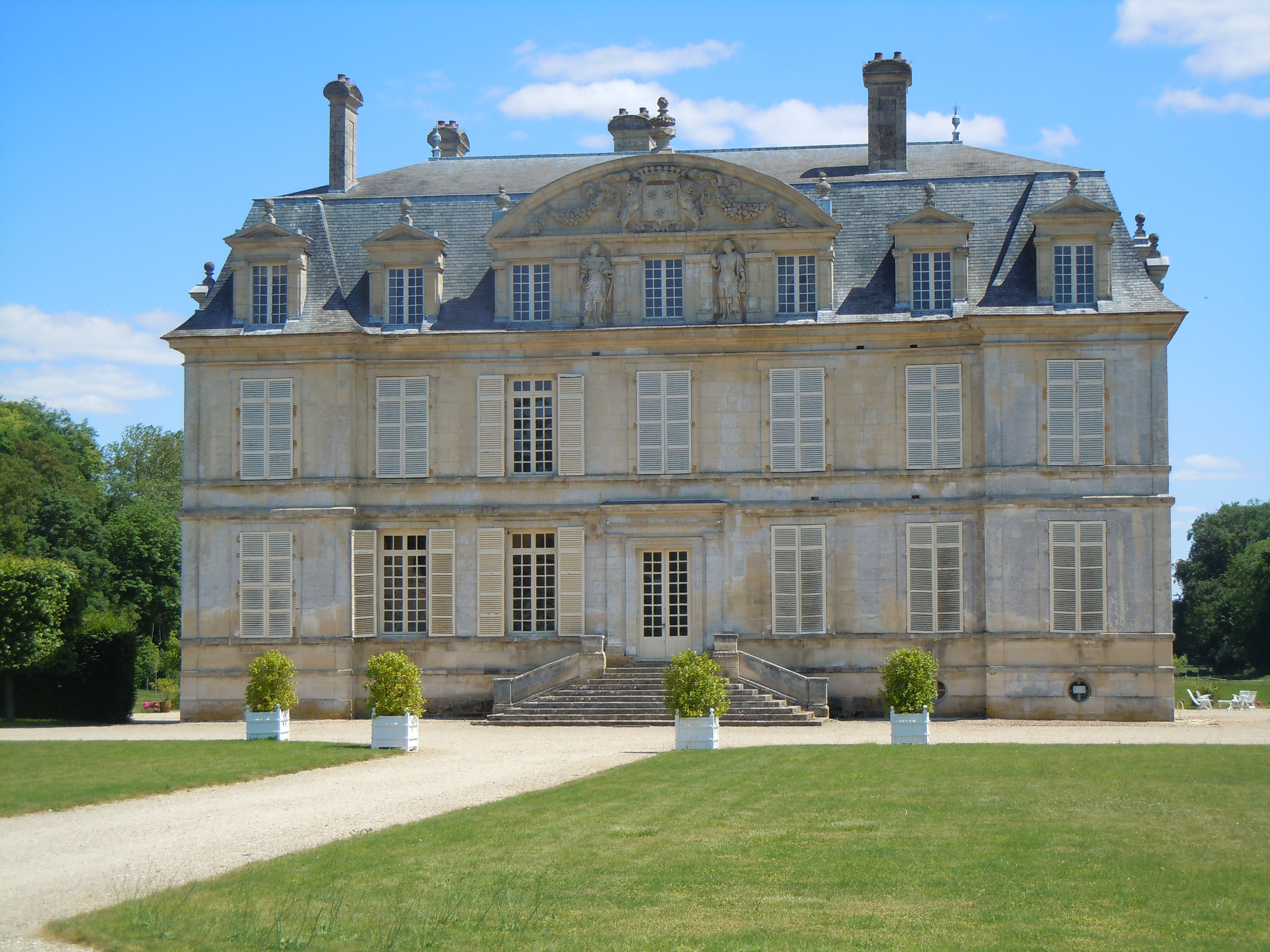
Château de Guiry (?-1665)

### Edificios religiosos
- 1623-1625: Fachada de la iglesia del convento de los Feuillants de París.
- 1632-1634: Templo del Marais (antigua capilla del convento de la Visitation Sainte-Marie, en París. Su construcción fue llevada a cabo por el empresario maesteo-albañil Michel Villedo
- 1632-1637: La Visitation du Faubourg Saint-Jacques.
- 1645-1646: Iglesia Notre-Dame du Val-de-Grâce, en París.
- 1657-1665: Portal de la iglesia de los Minimes.

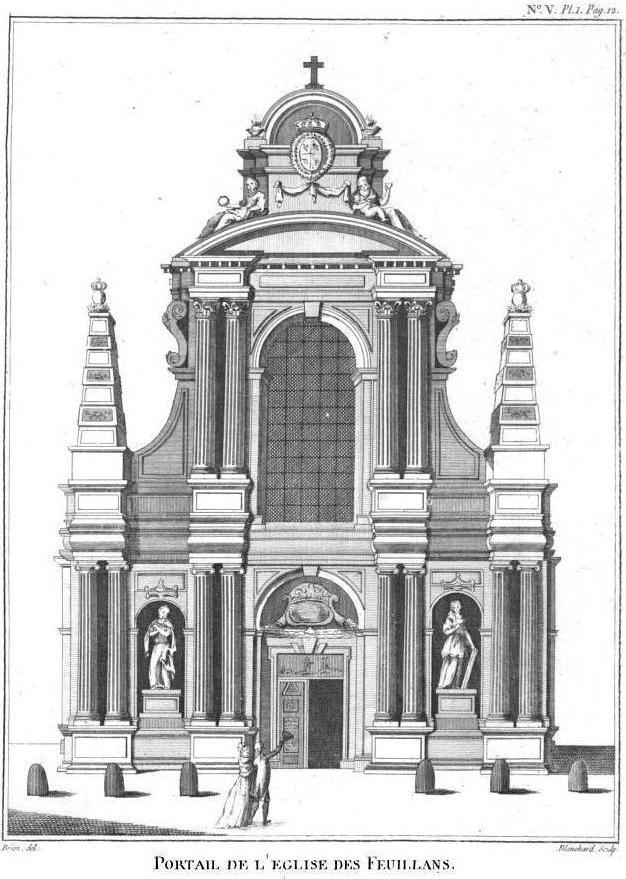
Fachada de la iglesia del convento de los Feuillants de París (1623-1625). (Aubin Louis Millin, Antiquités nationales, t. I, n° V, pl. 1, Paris, Drouhin, 1790)
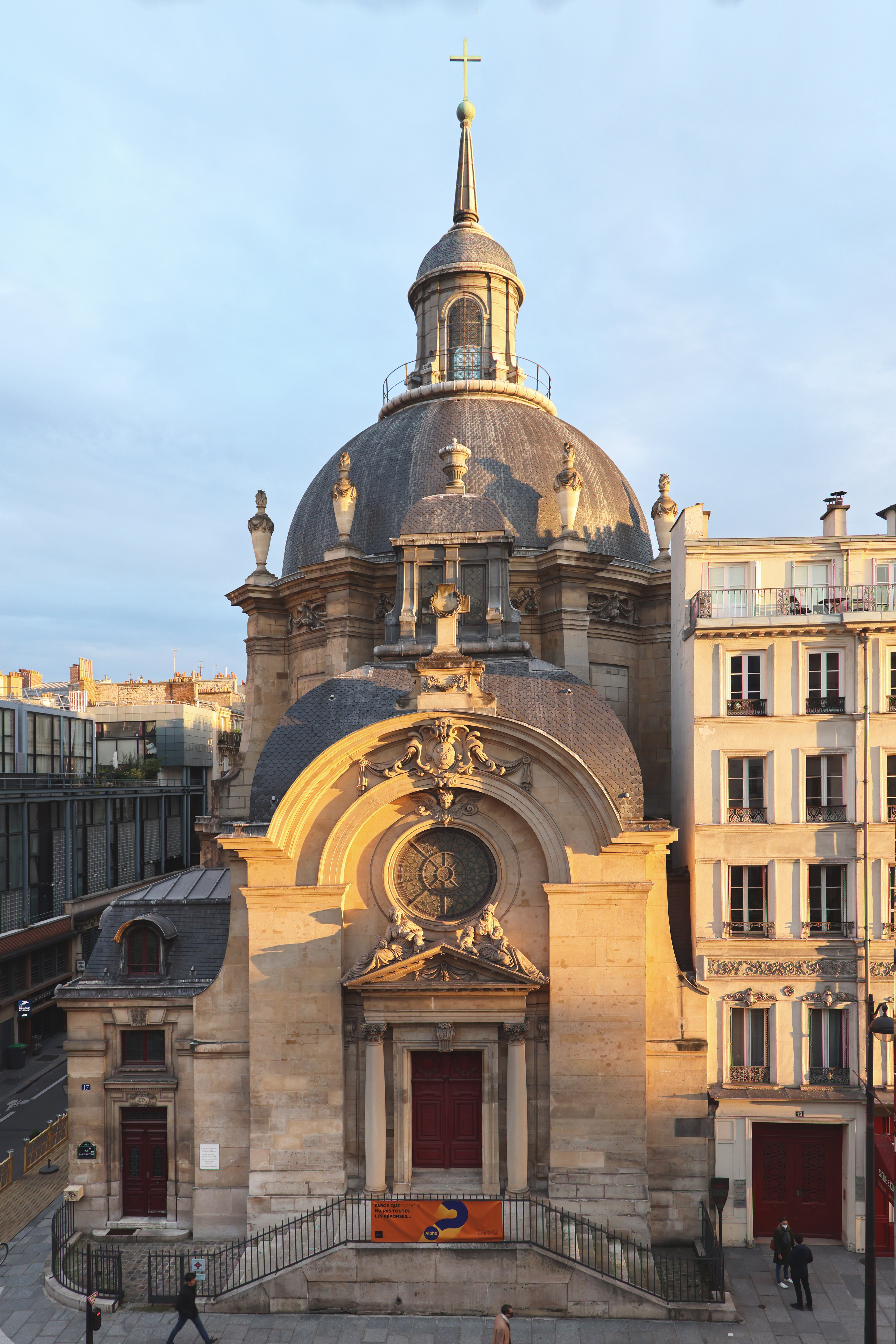
Templo del Marais  (1632-1634)
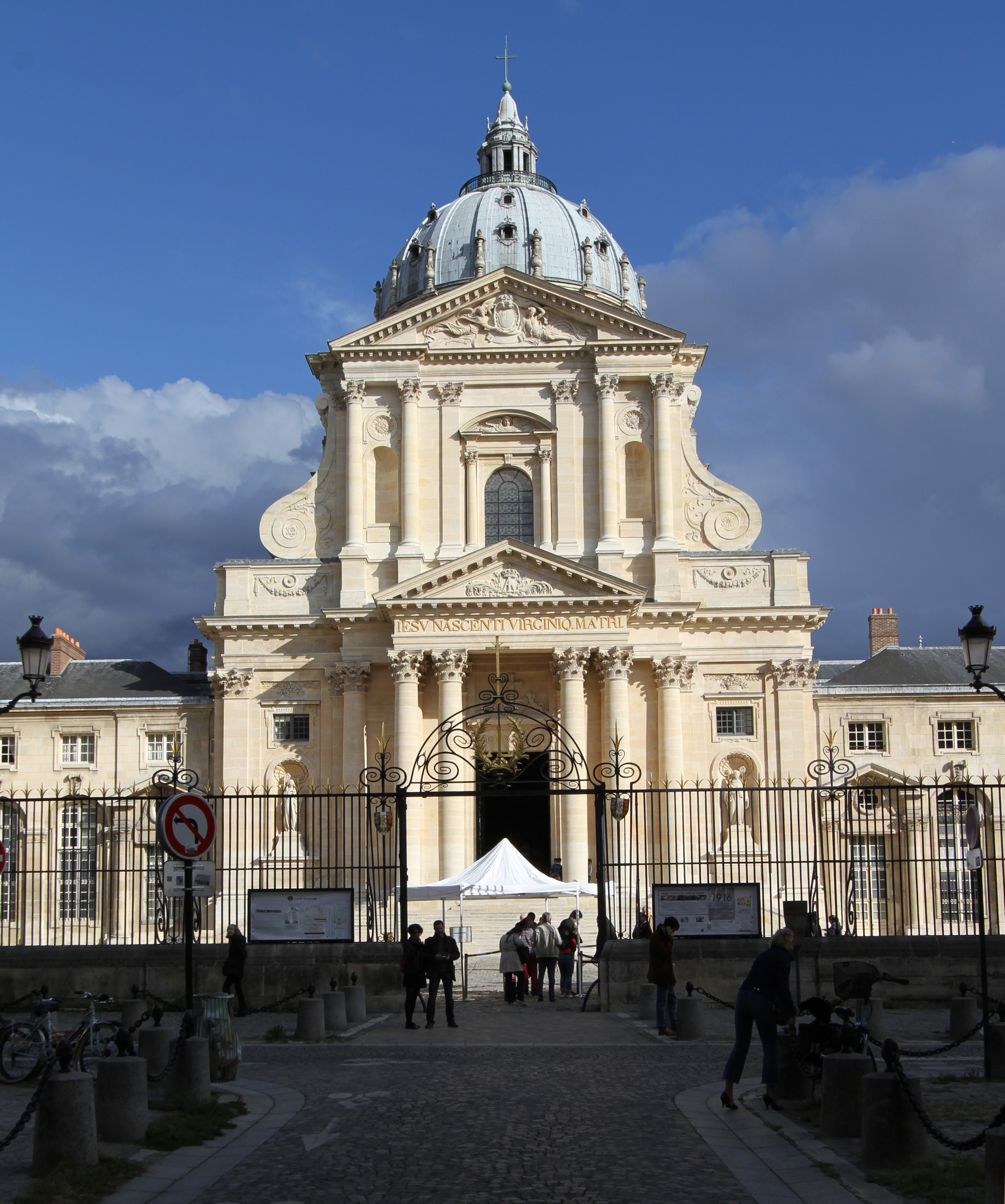
Iglesia de Val-de-Grâce, París (1645-1646)

### Hôtels particuliers y casas
- 1631-1632: Hôtel de Montmorency, rue Sainte-Avoye.
- 1635-1650: Hôtel de la Vrillière "renombrado" Hôtel de Toulouse, sede actual de la Banque de France (1635), y su Galerie dorée, para Louis I Phélypeaux en París
- 1642-1643: Hôtel de Chavigny, rue du Roi-de-Sicile.
- 1642: La maison de Mansart, rue Payenne.
- 1644: Hôtel de Blérancourt, place Royale.
- 1648: Hôtel de Jars, rue de Richelieu.
- después de 1648 - ca. 1660: Hôtel de Guénégaud du Plessis.
- 1651-1653: Hôtel de Guénégaud, rue des Archives en París.
- antes de 1651-1665: Hôtel de Condé en el faubourg Saint-Germain.
- antes de 1652: Hôtel dit de Châteauneuf, rue Coquillière, París.
- 1653-1658: Hôtel de La Bazinière, quai Malaquais.
- 1660-1661: Hôtel Carnavalet, sobrelevación de las tres alas del hôtel del siglo XVI y creación de una escalera (ca. 1650).
- 1660-1664: Maison de La Bazinière en Issy.

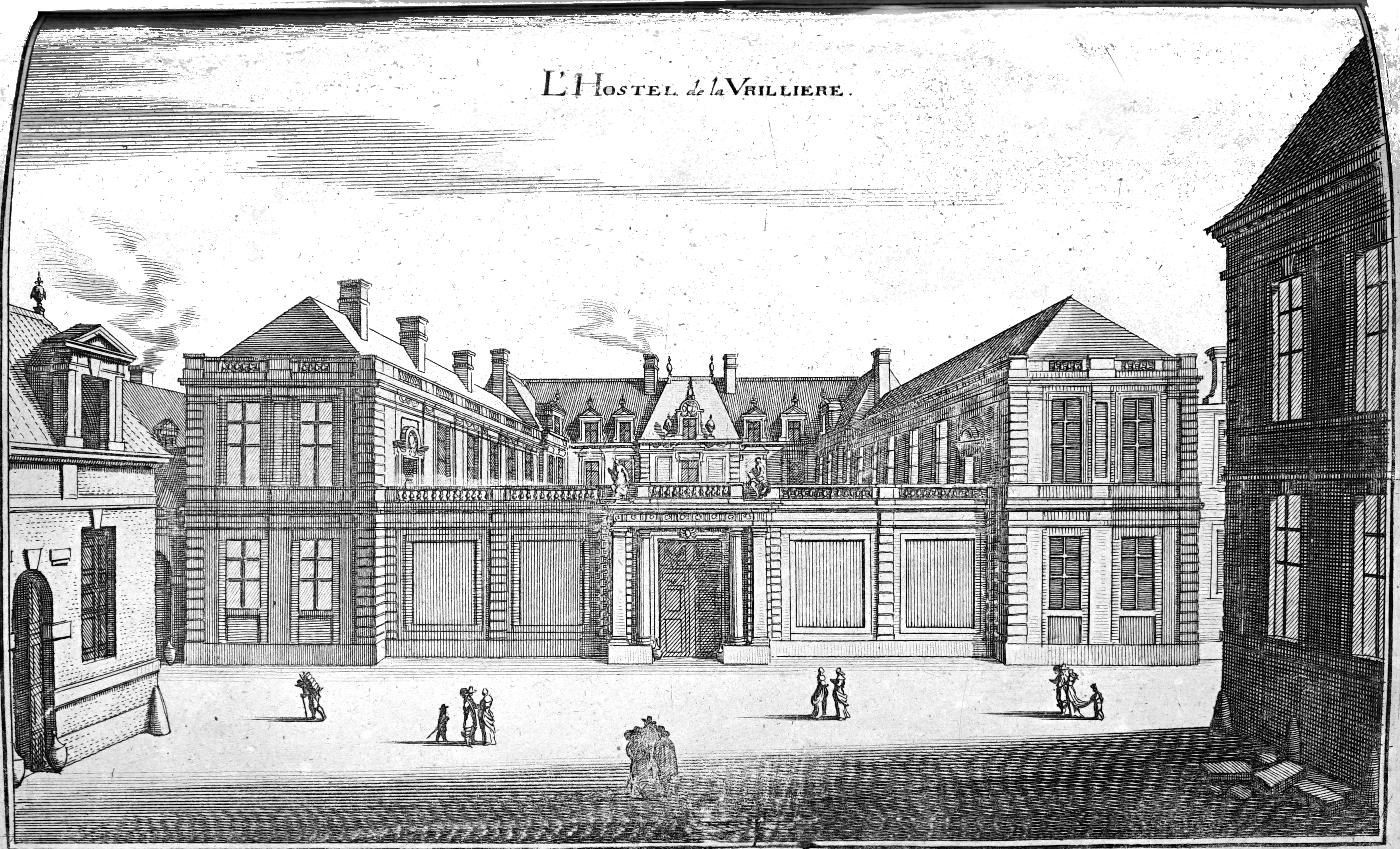
Hôtel de la Vrillière, París (1635-1650)
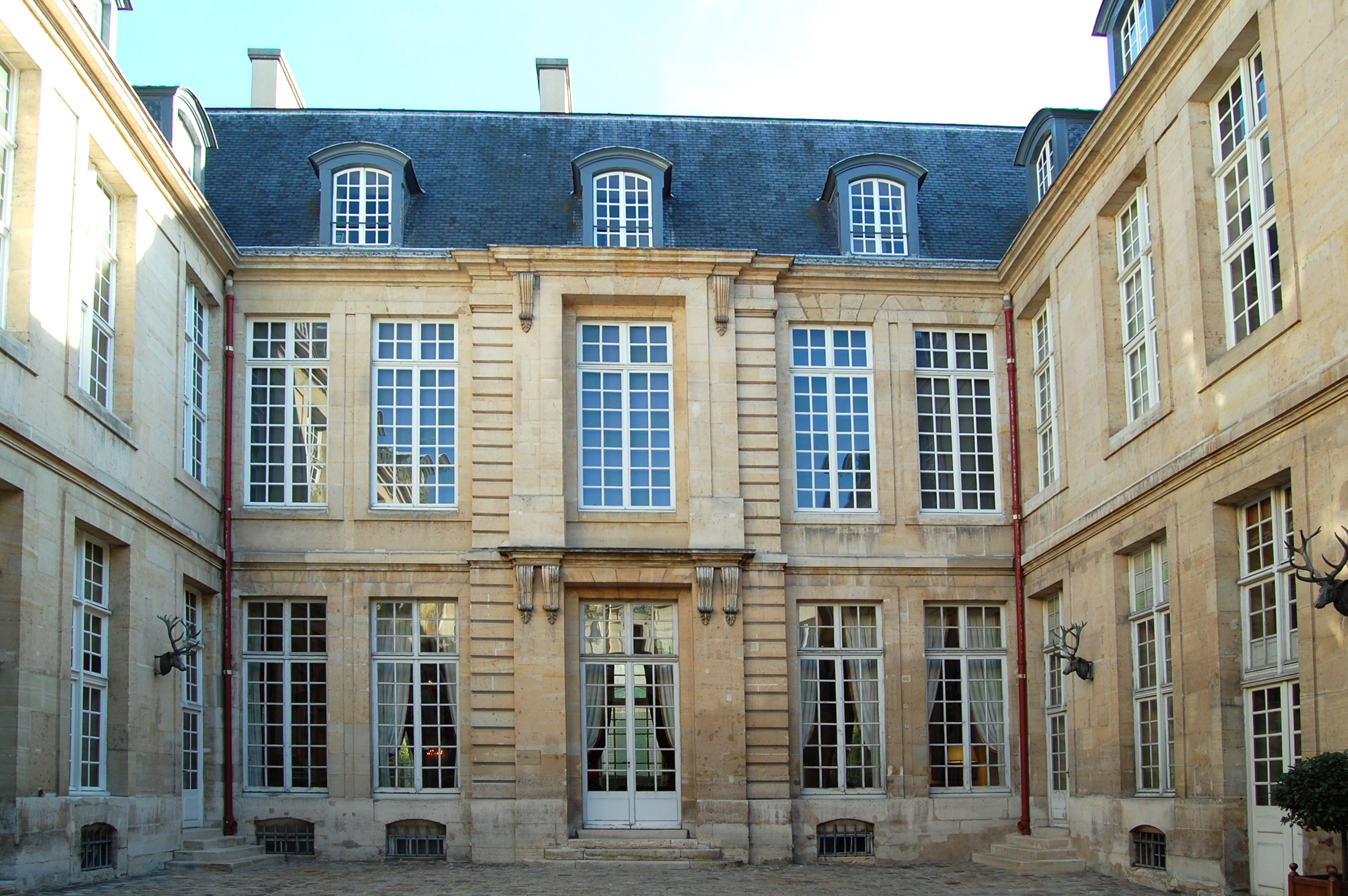
Hôtel de Guénégaud (1651-1653), único hôtel particulier de Mansart que se conserva intacto.
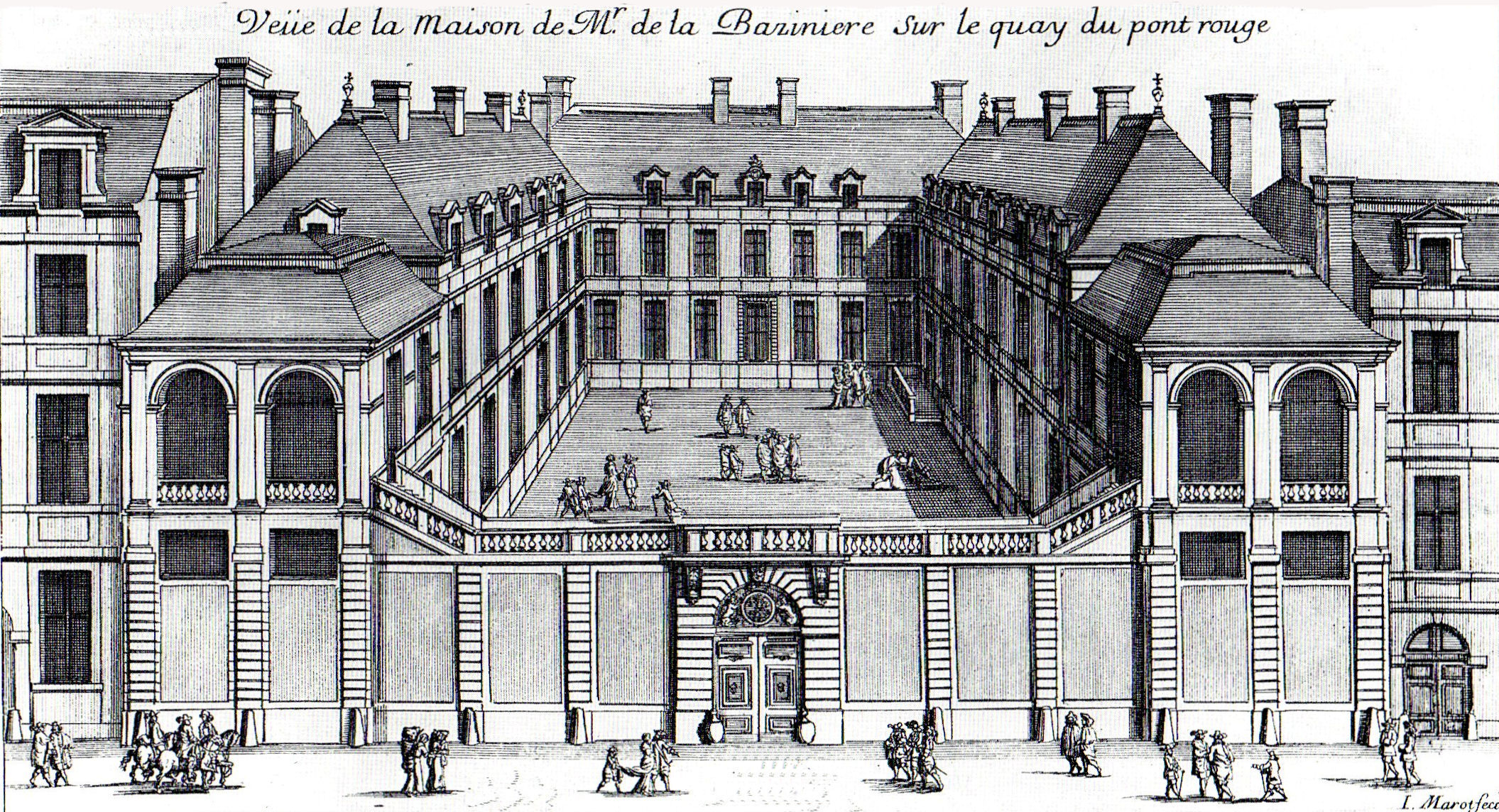
Hôtel de La Bazinière (1653-1658)

### Altares
- 1624-1628: Altar de Saint-Martin-des-Champs.
- 1628: Altar de la Virgen en la catedral de Notre-Dame de París.

### Monumentos funerarios
- 1655-1657: Tumba de Nicolás de Bailleul.
- 1656: Tumba de loss L'Aubespine.
- 1664-1665: Mausoleo de los Borbones en Saint-Denis (proyecto).

## Mansarda

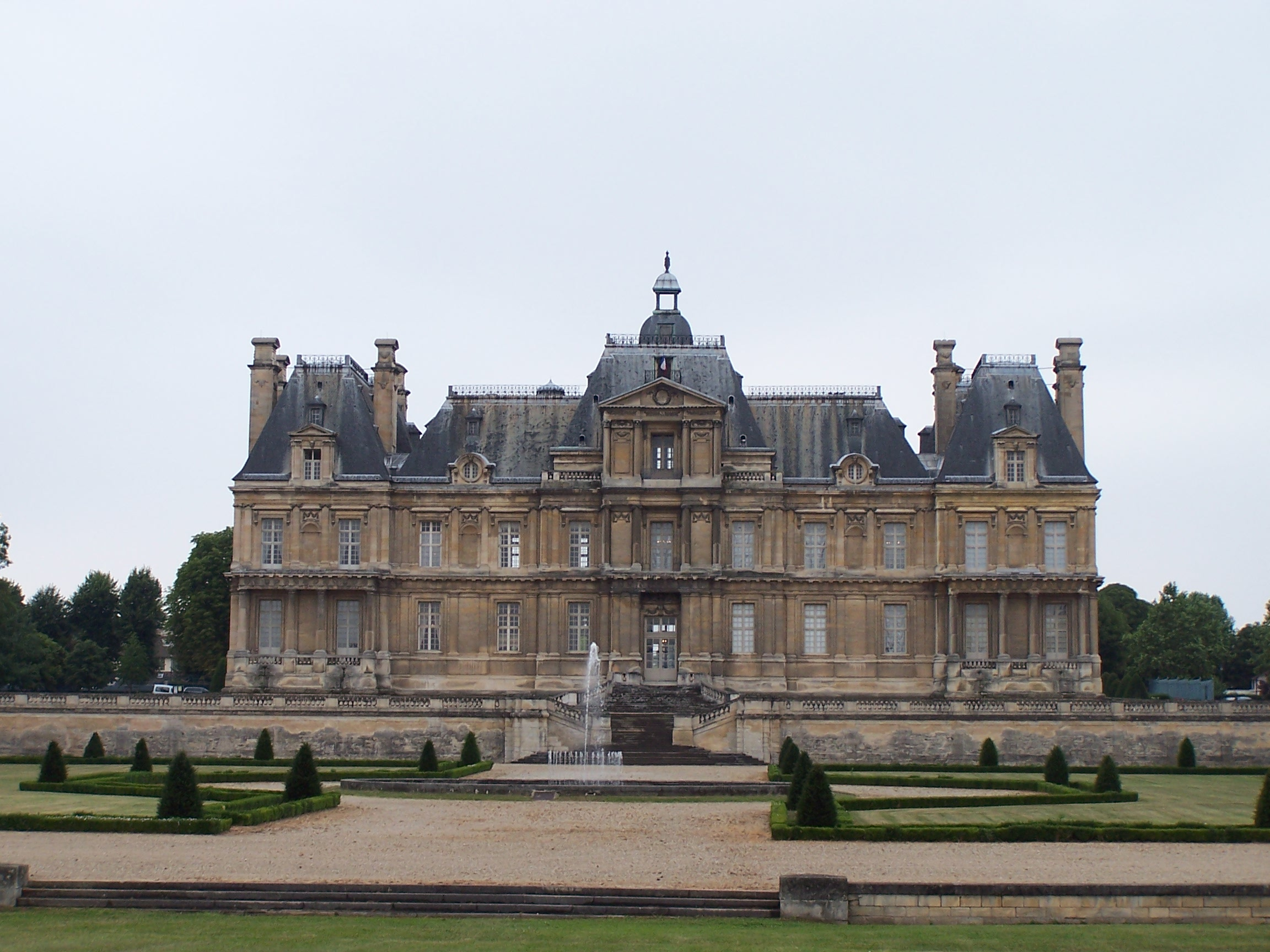
Castillo de Maisons-Laffitte, obra de Mansart y en el que se pueden observar las mansardas sobre el tejado.

Su nombre está asociado en arquitectura con la mansarda. Se denomina así a la ventana dispuesta sobre el tejado de una casa para iluminar y ventilar su desván. Y también al altillo, en la fachada de un edificio, cubierto por un tejado muy inclinado de pizarra, dando por resultado un elemento ornamental que suele coronar al edificio.
Contrariamente a lo que se ha creído, Mansart no inventó este elemento, sino que lo tomó de la arquitectura italiana y lo popularizó en Francia. Su sobrino nieto Jules Hardouin-Mansart prestigió esta especie de altillo al utilizarlo en el Palacio de Versalles.